# Христиане за социализм
«Христиане за социализм» (исп. Cristianos por el socialismo; CpS) — вдохновлённое теологией освобождения и христианским социализмом всемирное религиозно-политическое движение верующих, сосредоточенное на борьбе с социальным неравенством и экономической несправедливостью. Движение было основано в Чили в 1971 году, получив широкую поддержку среди сторонников «Народного единства» Сальвадора Альенде. Однако в этой стране оно было подавлено диктатурой, установленной после военного переворота 1973 года.

## Основание
Начав свою деятельность в Чили в апреле 1971 года, «Христиане за социализм» впервые обрели известность, когда группа из восьмидесяти чилийских священников («Группа 80») публично заявила о своей поддержке строительства социализма в соответствии с курсом, которому следовал тогдашний президент Сальвадор Альенде. Альенде предложил работать с католической церковью в социалистических преобразованиях в Чили. Секретариат «Христиан за социализм» был официально учреждён в сентябре 1973 года. Группа в основном состояла из левых христиан, священнослужителей и прихожан римско-католической церкви, вдохновлённых Вторым Ватиканским собором.

## Проект
Движение CpS самим своим существованием было призвано опровергнуть утверждение, что христианские институты по своей сути несовместимы с социализмом. Хотя его основатели и находили поводы для критики некоторых аспектов социалистических программ, но делали это не как противники, а как участники социалистического движения. Лидеры CpS устанавливали прочные связи с революционными деятелями. Во время визита Фиделя Кастро в Чили в 1972 году 120 чилийских католических священников, а также архиепископ Рауль Сильва Энрикес, провели дружеские встречи с гостем. CpS задумывалось как движение активного политического участия и вовлечения. Сама CpS воодушевила на реализацию ряда социальных программ в государственном секторе. Священники в CpS возглавляли профсоюзные ячейки и организовывали крестьянские федерации.

## Предшественники
В Чили непосредственным предшественником CpS было движение «Молодая церковь» (Iglesia Joven). В Италии к движению присоединились многие молодые люди, участвовавшие в протестах итальянских студентов и рабочих 1968—1969 годов при поддержке Христианские ассоциаций итальянских рабочих (ACLI).

## Лидеры
Тогдашний генеральный секретарь Латиноамериканской епископальной конференции Лопес Трухильо считалДжулио Джирарди крупным лидером CpS.  Другой видной фигурой была салезианка Лидия Менапаче, бывшая участница итальянского католического Сопротивления во время Второй мировой войны. В Испании ключевым лидером в создании движения был Альфонсо Карлос Комин. Основоположник теологии освобождения, богослов Густаво Гутьеррес, руководил сессиями на всех крупных конференциях движения.

## Встречи
Под эгидой организации «Христиане за социализм» был проведен ряд важных встреч. Так, недельная конференция 400 членов профсоюза текстильщиков в 1972 году призывала к «классовой борьбе как единственно верному пути к необходимым социальным переменам в Латинской Америке». CpS объединил аналогичные латиноамериканские движения на Латиноамериканской встрече христиан за социализм в Сантьяго-де-Чили.
Группы «Христиан за социализм» возникали не только в Латинской Америке, но и в Европе — во Франции, Италии и Западной Германии. В 1975 году конференция «Христиане за социализм» в Детройте, штат Мичиган, официально представила теологию освобождения в США. Это событие стало важным сближением, в ходе которого чёрные, феминистские и антиимпериалистические движения признали друг друга равными в совместном процессе освобождения, одновременно подвергая резкой критике .

## Критика
Лопес Трухильо критиковал CpS за то, что их понимание освобождения слишком сильно находилось под влиянием марксистской политической теории, а не христианской освободительной позиции, которую отстаивала Латиноамериканская епископальная конференция: для некоторых членов движения «Христиане за социализм» «нет спасения, воплощённого вне классовой борьбы».

## Подавление и преследование
Священники левого толка из Бразилии и Боливии поддерживали движение, но не могли принимать участие в его мероприятиях из-за жёсткого полицейского контроля. В мае 1972 года против CpS выступил Департамент социальных действий Конференции епископов Латинской Америки.
На родине движения в Чили ему противодействовала Епископальная конференция Чили под руководством её генерального секретаря епископа Карлоса Овьедо Кавады. В своём письме с осуждением движения епископы утверждали, что, хотя церковь и говорит о «политике, поскольку она лежит в основе любой социальной реальности», она не должна участвовать в «партийной деятельности». Чилийским священнослужителям, причастным к движению, в апреле 1973 года было запрещено участвовать в политической жизни.
Движение было подавлено чилийской военной диктатурой после переворота 1973 года. Преследования режима привели к тому, что многие ключевые лидеры, как Пабло Ричард, были вынуждены бежать из Чили. Многие из рядовых членов CpS, особенно из бедных районов, были подвергнуты пыткам, брошены в тюрьмы или убиты режимом Пиночета. В дополнение к государственным репрессиям, церковная иерархия также публично осудила CpS после переворота.